# Boris Karadimtschew
Boris Klimentow Karadimtschew (bulgarisch Борис Климентов Карадимчев; * 30. März 1933 in Jambol, Bulgarien; † 12. April 2014 in Plowdiw) war ein bulgarischer Komponist und Songwriter.

## Leben
Boris Klimentow Karadimtschew war der Enkel von Dimitri Karadimtschew, dem ehemaligen Bürgermeister von Ohrid. Da sein Vater Militärpilot war, wurde Boris Karadimtschew während dessen Stationierung in Jambol geboren. Er studierte später drei Jahre Musik bei Pantscho Wladigerow am Staatlichen Konservatorium in Sofia. Anschließend konnte er sich als Songschreiber von über 300 populären bulgarischen Lieder und Komponist von über 40 Filmmusiken, darunter Reise im Zorn, Zarenhochzeit in Tarnowo und Ein Hund in der Schublade, etablieren. Neben seiner Tätigkeit als Leiter des Kinderchores Pim-Pam war Karadimtschew später auch als Dozent an seinem alten Konservatorium beschäftigt.

## Filmografie (Auswahl)
- 1971: Das Ende des Liedes (Краят на песента)
- 1971: Der unentbehrliche Sünder (Необходимият грешник)
- 1971: Dreh dich nicht um (Не се обръщай назад)
- 1971: Reise im Zorn (Гневно пътуване)
- 1972: Die Meute (Глутницата)
- 1972: Ein Junge wird zum Mann (Момчето си отива)
- 1973: Altweibersommer (Сиромашко лято)
- 1973: Wie ein Lied (Като песен)
- 1974: Der Bauer mit dem Fahrrad (Селянинът с колелото)
- 1975: Aufruhr (Буна)
- 1975: Zarenhochzeit in Tarnowo (Сватбите на Йоан Асен)
- 1976: Kompromisse und Ideale (Не си отивай!)
- 1979: Das helle Licht des Tages (Кратко слънце)
- 1979: Kleine Ursache – grosse Wirkung (От нищо нещо)
- 1982: Ein Hund in der Schublade (Куче в чекмедже)
- 1983: Gleichgewicht (Равновесие)